# Кедровый (Чунский район)
Кедро́вый — посёлок в Чунском районе Иркутской области России. Входит в состав Каменского сельского поселения.

## География
Посёлок находится на расстоянии примерно 32 км к западу от рабочего посёлка Чунский, административного центра района.

## Население
| 2002 | 2010 | 2011 | 2012 |
| ---- | ---- | ---- | ---- |
| 62   | ↘49  | →49  | ↘47  |

### Половой состав
По данным Всероссийской переписи, в 2010 году в посёлке проживало 49 человек (24 мужчины и 25 женщин).